# 1. SV Concordia Delitzsch
1. SV Concordia Delitzsch var en handbollsklubb från staden Delitzsch som är belägen cirka 25 km norr om Leipzig i Tyskland.